# Загряжское (Московская область)
Загряжское (Спасское) — деревня в Наро-Фоминском районе Московской области, входит в состав муниципального образования Городское поселение Верея. Численность постоянно проживающего населения — 23 человека на 2006 год. До 2006 года Загряжское входило в состав Афанасьевского сельского округа.
Деревня расположена в западной части района, в излучине Протвы, обеими концами упираясь в правый берег реки, в 300 м от южной окраины города Верея, высота центра над уровнем моря 168 м. Ближайший населённый пункт — Ковригино на противоположном берегу реки.

## История
В первой трети XVII века поместье И.А. Загряжского и далее вотчина его рода. В конце XVIII века в селе были усадьбы помещиц Е.А. и Е.Л. Свешниковых. В середине XIX века майора Н.И. и поручика В.В. Свешниковых и корнета П.И. Мейнике. В 1890 году поместья вдовы майора Н.П. Мейнике и коллежского секретаря В.В. Свешникова. На берегу реки Протвы сохранились остатки липового парка со спущенным прудом. Усадебные здания, Преображенская церковь 1690 года и более поздняя Покровская церковь утрачены.